# صیدآباد (دامغان)
صیدآباد، روستایی در بخش مرکزی شهرستان دامغان در استان سمنان ایران.
این روستا زادگاه پدری محسن تنابنده بازیگر ، کارگردان و نویسنده مشهور سینمای ایران است

## جمعیت
این روستادر غرب شهرستان دامغان قرار دارد و براساس سرشماری مرکز آمار ایران در سال ۱۳۸۵، جمعیت آن ۸۵۰ نفر (۲۴۸ خانوار) بوده‌است.